# Johánnes Gunnarsson
Johánnes Gunnarsson (Reykjavík, 3 agosto 1897 – Sioux Falls, 17 giugno 1972) è stato un vescovo cattolico islandese.

## Biografia
Monsignor Johánnes Gunnarsson nacque a Reykjavík il 3 agosto 1897. Suo padre, nato nel 1853, fu presidente dell'Althing, il Parlamento islandese, e si era convertito al Cattolicesimo quando era studente in Danimarca.

### Formazione e ministero sacerdotale
Studiò dai gesuiti in Islanda e quindi in Danimarca. In seguito studiò teologia nei Paesi Bassi.
Il 14 agosto 1924 fu ordinato presbitero per la Compagnia di Maria. Poco dopo ritornò in patria e operò nella cattedrale di Cristo Re a Reykjavík.

### Ministero episcopale
Il 23 febbraio 1942 papa Pio XII lo nominò vicario apostolico d'Islanda e vescovo titolare di Hólar. Ricevette l'ordinazione episcopale il 7 luglio 1943 nella chiesa di San Patrizio a Washington dall'arcivescovo Amleto Giovanni Cicognani, delegato apostolico negli Stati Uniti d'America, coconsacranti il vescovo ausiliare di Washington John Michael McNamara e il vescovo coadiutore di Richmond Peter Leo Ireton. Fu il primo, e finora l'unico, vescovo cattolico islandese dai tempi della Riforma protestante. L'ultimo infatti fu Jón Arason che nel 1550 venne decapitato con i suoi figli. Al tempo della sua consacrazione c'erano solo tre parrocchie e quattrocento cattolici.
Partecipò al Concilio Vaticano II.
Il 14 ottobre 1967 papa Paolo VI accettò la sua rinuncia al governo pastorale del vicariato.
Morì a Sioux Falls, Dakota del Sud, il 17 giugno 1972 all'età di 74 anni. È sepolto nel Saint Agnes Calvary Cemetery di Vermillion, Dakota del Sud. Una targa commemorativa lo ricorda nel cimitero della cattedrale di Cristo Re a Reykjavík.

## Genealogia episcopale
La genealogia episcopale è:
- Cardinale Scipione Rebiba
- Cardinale Giulio Antonio Santori
- Cardinale Girolamo Bernerio, O.P.
- Arcivescovo Galeazzo Sanvitale
- Cardinale Ludovico Ludovisi
- Cardinale Luigi Caetani
- Cardinale Ulderico Carpegna
- Cardinale Paluzzo Paluzzi Altieri degli Albertoni
- Papa Benedetto XIII
- Papa Benedetto XIV
- Papa Clemente XIII
- Cardinale Marcantonio Colonna
- Cardinale Giacinto Sigismondo Gerdil, B.
- Cardinale Giulio Maria della Somaglia
- Cardinale Carlo Odescalchi, S.I.
- Cardinale Costantino Patrizi Naro
- Cardinale Lucido Maria Parocchi
- Papa Pio X
- Cardinale Gaetano De Lai
- Cardinale Raffaele Carlo Rossi, O.C.D.
- Cardinale Amleto Giovanni Cicognani
- Vescovo Johánnes Gunnarsson, S.M.M.